# Premi Nacional de Música
|  | No s'ha de confondre amb Premio Nacional de Música. |

El Premi Nacional de Música formà part dels Premis Nacionals de Cultura i era concedit anualment per la Generalitat de Catalunya, reconeixent la trajectòria professional de cada guardonat en la seva categoria i amb una dotació de 18.000 euros.
El premi era designat per un jurat encapçalat pel Conseller de Cultura i era atorgat en una cerimònia realitzada presidida pel President de la Generalitat, conjuntament amb la resta de Premis Nacionals de Cultura. A principis d'abril de 2013 es va fer públic que el Govern de la Generalitat de Catalunya reduïa els premis Nacionals de Cultura de 16 a 10 guardonats, i n'abolia les categories, creant un sol guardó de Premi Nacional de Cultura, amb la intenció de "tallar el creixement il·limitat de categories".

## Guanyadors
Des del 1992 el Premi Nacional de Música s'ha atorgat a:
- 1992 - Orquestra Simfònica del Vallès
- 1993 - Elisenda Climent
- 1995 - Joan Guinjoan
- 1996 - Montserrat Torrent
- 1997 - Xavier Montsalvatge
- 1998 - Anna Ricci
- 1999 - Joaquim Homs
- 2000 - Josep Maria Mestres Quadreny
- 2001 - Josep Soler i Sardà
- 2002 - Joan Albert Amargós
- 2003 - Montserrat Caballé
- 2004 - Alícia de Larrocha
- 2005 - Toti Soler
- 2006 - Orfeó Català
- 2007 - Benet Casablancas
- 2008 - Antònia Font
- 2009 - Jordi Savall
- 2010 - Jordi Cervelló[3]
- 2011 - Miguel Poveda[4]
- 2012 - Festival Barnasants, dirigit per Pere Camps[5]